# Bonn
Bonn je grad u Njemačkoj, u pokrajini Sjeverna Rajna-Vestfalija. Nalazi se na obalama Rajne. Ima 327.258 (2018.) stanovnika i prostire se na 141,22 km². Bio je glavni grad Zapadne Njemačke i još uvijek udomljuje brojna savezna tijela. Grad ima dugu povijesnu i kulturnu tradiciju: u njemu se nalazi poznato sveučilište i brojne javne zgrade. U Bonnu se 1770. rodio Ludwig van Beethoven.

## Povijest
Grad su osnovali Rimljani u 1. st. prije Krista. Rimljani su ovdje imali manju jedinicu vojske. Latinsko ime Bonna se spominje još u 13. st. prije Krista, pa se smatra da su grad osnovali galsko pleme Eburoni. Nakon rata s Cezarom Eburoni s nestali. Nakon nekoliko desetljeća Rimljani su napustili kamp. U 1. st. su za novu veću utvrdu odabrali područje sjeverno od grada gdje je danas predgrađe Bonn-Castell. Utvrda se koristila do pada Zapadnog Rimskog Carstva. U srednjem vijeku su je koristili franački kraljevi, te ju nazvali Bonnburg. Ta tvrđava se ubraja u jedne od najvećih antičkih tvrđava tog tipa. Od svih legija koje su bile stacionirane u Bonnu, takozvana "Prva" ili Legio Prima Minervia je po svemu sudeći ovdje provela najduži period. Jedinice iz bonske tvrđave su bile raspoređene na mnogim ratištima tog doba, od krajnjeg juga (današnji Alžir) do današnje Čečenije. Glavni rimski put koji je povezivao provincijalne prijestolnice Köln i Mainz je prolazio kroz tvrđavu Bonn gdje se spajao s glavnim putem unutar utvrde (današnja ulica Römerstraße). Na izlasku iz tvrđave pored južnog izlaza, put Köln-Mainz se pružao preko današnjih ulica Belderberg, Adenauerallee i dr. S obje strane ovog puta razvijalo se naselje Bonn koje je vremenom naraslo u značajan rimski grad.
Smatra se da je u kasnoj antici grad najvećim dijelom uništen od pljačkaških hordi. Ostatak stanovništva se skrio unutar zidina tvrđave, zajedno s ostacima vojnih trupa. Kada je Rim propao, ova vojska je jednostavno pristala na nove gospodare i prešla na njihovu stranu. Kasnije se iz tvrđave Bonnburg, ali i iz novog srednjovjekovnog naselja na jugu širio novi grad Bonn, u kojem će kasnije osnovati i značajna samostanska crkva (Klosterkirche). Bonska crkva je građena u romaničkom stilu između 11. i 13. vijeka. Bonn još više raste i dobiva na utjecaju kada 1597. postaje sjedište nadbiskupije Köln. Knez Kölna, Klement August Bavarski je naredio gradnju građevina u baroknom stilu koje i danas daju gradu karakterističan izgled. Drugi značajni vladar nadvojvoda Maksimilijan Franjo osnovao je sveučilište u četvrti Bad Godesberg. Financirao je Beethovenovo prvo putovanje u Beč. 
1794. grad su zauzeli Francuzi i grad postaje dijelom Prvog Francuskog Carstva. Nakon Napoleonovih ratova, 1815. godine Bonn postaje dio Kraljevine Pruske. Administrativno je pripadao pruskoj provinciji Rajni, koja nakon ujedinjenja Njemačke 1871. postaje dijelom Njemačkog Carstva. U ovom periodu Bonn nije bio izrazito značajan grad.
U Drugom svjetskom ratu, Bonn je imao relativno veliku važnost zbog svoje populacije. Nakon rata, grad ulazi u sastav britanske okupacijske zone, te 1949. postaje glavni grad Zapadne Njemačke. Bonn je kao glavni grad bio politički centar Zapadne Njemačke i jedna od najvažnijih svjetskih prijestolnica.
Nakon ponovnog ujedinjenja Njemačke 1990. je odlučeno da Berlin postane njemački glavni grad. Došlo je do žestoke rasprave oko glavnog grada jer je Berlin u svijesti ljudi simbolizirao glavni grad nacističke Njemačke. Tek 20. lipnja 1991. na zasjedanju njemačkog parlamenta (Bundestaga) nakon žestoke rasprave je odlučeno da se državne institucije premjeste u Berlin kao glavni grad. Zbog neophodne rekonstrukcije objekata u Berlinu, preseljenje institucija iz Bonna trajalo je do 1999., te je Berlin službenim glavnim gradom postao tek 1999. Nakon preseljenja institucija bitno slabi političko i gospodarsko značenje Bonna iako je njemačka vlada mnogo uložila da se preseljenje u gospodarstvu što manje osjeti.

## Zemljopis
Bonn se nalazi na zapadu Njemačke, na jugozapadu Sjeverne Rajne-Vestfalije, na rijeci Rajni. Dio je konurbacije Ruhr (sustava povezanih gradova uz rijeku Rajnu koji uz Bonn uključuje Köln, Düsseldorf, Duisburg, Wuppertal, Essen i Dortmund). Bonn se nalazi na jugu konurbacije u blizini Kölna. Ruhr je najznačajniji industrijski prostor Njemačke, gdje se industrija razvijala zbog nalazišta ugljena. Bonn odudara od ostalih gradova Ruhra jer nije prvenstveno indusrijski, nego kulturni, znanstveni i politički centar. Danas je razvijen telekomunikacijski sektor i sektor usluga. 

## Znamenitosti
- Sveučilište Rheinische Friedrich-Wilhelms-Universität
- Poštanski toranj, sjedište Njemačke pošte
- Koncertna dvorana Beethovenhalle
- Beethovenova rodna kuća u rokoko stilu
- Muzejska avenija s mnogo muzeja
- Bonska samostanska crkva
- Tvrđava Godesburg
- Sjedište T-mobilea
- Arboretum Park Härle
- Botanički vrt s najvećim cvijetom na svijetu

## Poznate osobe
- Ludwig van Beethoven

## Vanjske poveznice
- Službena stranica
- Turistička zajednica Bonna

### Ostali projekti
|  | Zajednički poslužitelj ima još gradiva o temi Bonn |